# Joe Caldwell
Joe Louis Caldwell (Texas City, Texas, 1 de noviembre de 1941) es un exjugador de baloncesto estadounidense que jugó 6 temporadas en la NBA y otras cinco en la liga rival, la ABA. Es uno de los pocos jugadores que ha sido elegido All Star en ambas ligas. Con 1,96 metros de altura jugaba en la posición de escolta.

## Trayectoria deportiva

### Universidad
Jugó durante 4 temporadas con los Sun Devils de la Universidad de Arizona State, en las que promedió 18,3 puntos y 11,2 rebotes por partido. Al finalizar su último año fue convocado con la selección de baloncesto de Estados Unidos para ir a los Juegos Olímpicos de Tokio, donde consiguieron la medalla de oro.

### Profesional
Fue elegido en la segunda posición del Draft de la NBA de 1964 por Detroit Pistons, donde en su primera temporada fue incluido en el Mejor quinteto de rookies, tras promediar 10,7 puntos y 6,7 rebotes por partido. Mediada la temporada siguiente fue traspasado a St. Louis Hawks, equipo con el que se trasladaría a su sede actual, Atlanta, y con el que consiguió ser elegido en dos ocasiones para disputar el All Star Game de la NBA. Tras promediar 21,1 puntos en la temporada 1969-70 fichó por los Carolina Cougars de la ABA, donde permaneció 4 años rindiendo a un gran nivel, jugando en dos ocasiones más el All Star Game. Su última temporada como profesional transcurrió en los Spirits of St. Louis, retirándose a los 33 años.
En sus 11 temporadas como profesional promedió 16,1 puntos, 5,3 rebotes y 3,4 asistencias por partido.